# تیچرکسترادیل
تیتس‌یرکستردیل (به هلندی: Tytsjerksteradiel) یک سکونتگاه مسکونی در هلند است که در فریسلاند واقع شده‌است.بزرگ‌ترین شهر در این شهرستان، شهر "burgum" است.

## خصوصیات
تیتس‌یرکستردیل ۱ متر بالاتر از سطح دریا واقع شده‌است.